# قاهرة (شخصية مصورة)
قاهرة عبارة عن ويب كوميك صدر سنة 2013 أنتجته طالبة الفنون دينا محمد البالغة من العمر 22 عامًا. بطلت الرواية، عبارة عن بطلة خارقة مصرية ترتدي الحجاب.
بدأت السلسلة على سبيل المزاح بين الأصدقاء ولكن سرعان ما أصبحت ظاهرة فيروسية، تعاملت مع قضايا عديدة مثل التحرش الجنسي وكراهية النساء والإسلاموفوبيا والمواقف الثقافية الإسلامية، وكثيراً ما كان ذلك في سياق الاحتجاجات المصرية في الفترة 2012-2013.

## التطوير
"قاهرة", مؤنث "قاهر"، والذي يعني الفاتح أوالمنتصر، وأيضاً تدل على مدينة القاهرة نفسها، حيث تدور أحداث القصة. دينا أسمّت الشخصية على هذا النحو بسبب معانيها القوية وبسبب إشاراتها المباشرة إلى مصر. في مقابلة مع ديلي بيست قالت دينا بإن هذا الأسم ناسبها بشكل جيد "لأنه يحتوي على الكثير من المعاني القوية: الماهرة، المدمرة، القاهرة. إنه اسم عظيم لبطل خارق، بصراحة، لا سيما من يواجه تحديات كثيرة كما تفعل". استلهمت دينا شخصية قاهرة من الإحباط من كراهية النساء، ولكنها ذكرت بأن المرء "لا يستطيع أنتقاد المجتمع [المصري] دون أن يحاول شخص آخر استمالة ذلك وأدعاء بأنهم يريدون إنقاذك، أو أنك تعيش في مجتمع متخلف"" ووصفت شخصية قاهرة بأنها "شخص مستعد لأتخاذ موقف ضد المشاكل التي نواجهها والأشخاص الذين يحاولون فرض وجهات نظرهم علينا." كانت الشخصية في البداية تهدف إلى مكافحة الإسلاموفوبيا ولهذا السبب أعطتها دينا الحجاب.
في تعليقها على أول كوميك من قاهرة، كتبت دينا بأن «أمسية قراءة أكثر المقالات البائسة للنساء على المواقع الإسلامية الغبية أدت إلى هذا». تستند غالبية الموضوعات والأحداث في الويب كوميك على تجارب دينا الخاصة مع مضايقات الشوارع. وذكرت بإن قاهرة عبارة عن «كل شيء كنت أريد أن أكونه»، وأن الشخصية تم تصميمها بشكل جزئي من العديد من النساء حولها. مصوبة نحو الجمهور الغربي، نشرت قاهرة في المقام الأول باللغة الإنجليزية وترجمتها إلى العامية المصرية.

## النجاح
بين شهري سبتمبر ونوفمبر من عام 2013، كان موقع دينا محمد على الإنترنت يضم ما يقرب من 500.000 زائر مميز، بمعدل 10,000 زيارة في اليوم الواحد. أتصل الناشرون المحليون بدينا لعمل نسخة مطبوعة من الويب كوميك كما أبلغت دينا عن تلقي رسائل يومية من النساء العربيات اللائي قلن إن قاهرة كانت مصدر إلهام لهن.

## الجوائز
فازت الكوميك بجائزة أفضل سلسلة منشورة رقمياً في مهرجان القاهرة الدولي للقصص المصورة.

## وصلات خارجية
- الموقع الرسمي